# España en el Campeonato Mundial de Atletismo de 2013
La selección española de atletismo acudió a los Campeonatos del Mundo de Atletismo de 2013, celebrados en Moscú entre el  10 y el 18 de agosto de 2013, con un total de 40 atletas (30 hombres y 10 mujeres).

## Medallas
Se lograron dos medallas de bronce, las obtenidas  en las pruebas de 20 kilómetros marcha de la mano de  Miguel Ángel López y Salto de altura por Ruth Beitia.  Por el número de medallas obtenidas, España ocupó el 31.er puesto en el medallero.

## Finalistas
Además se obtuvieron   otros tres  puestos de finalista gracias a las actuación de Eusebio Cáceres 4º en Salto de longitud, Alessandra Aguilar Morán 5.ª en Maratón y Beatriz Pascual Rodríguez 6.ª en 20 kilómetros marcha.

## Participación
El detalle de la actuación española en la decimocuarta edición de los campeonatos del mundo de atletismo se recoge en la siguiente tabla:
| Atletas                    | Pruebas                 | Actuación                                                                       |
| -------------------------- | ----------------------- | ------------------------------------------------------------------------------- |
| Ángel David Rodríguez      | 100 metros lisos        | 1.ª ronda: 4º en su eliminatoria (10.23)                                        |
| Ángel David Rodríguez      | 4 x 100 metros lisos    | 1.ª ronda: 4º en su eliminatoria con récord de España (38.45)                   |
| Bruno Hortelano            | 100 metros lisos        | Semifinalista: 2º de su eliminatoria (20.47) y 5º en su semifinal (20.55)       |
| Bruno Hortelano            | 4 x 100 metros lisos    | 1.ª ronda: 4º en su eliminatoria con récord de España (38.45)                   |
| Sergio Ruiz Serrano        | 200 metros lisos        | 1.ª ronda: 5º en su eliminatoria (20.88)                                        |
| Sergio Ruiz Serrano        | 4 x 100 metros lisos    | 1.ª ronda: 4º en su eliminatoria con récord de España (38.45)                   |
| Kevin López                | 800 metros lisos        | Semifinalista: 4º en su eliminatoria (1:46.61) y 7º en su semifinal (1:52.93)   |
| Luis Alberto Marco         | 800 metros lisos        | Semifinalista: 4º en su eliminatoria (1:46.40) y 5º en su semifinal (1:46.75)   |
| David Bustos               | 1500 metros lisos       | 1.ª ronda: 11º en su eliminatoria (3:41.69)                                     |
| Sergio Sánchez             | 5000 metros lisos       | 1.ª ronda: 14º en su eliminatoria (13:52.05)                                    |
| Alemayehu Bezabeh          | 5000 metros lisos       | 1.ª ronda: 9º en su eliminatoria (13:34.68)                                     |
| Javier Guerra              | Maratón                 | 15º (2h14:33)                                                                   |
| Ayad Lamdassem             | Maratón                 | Abandonó                                                                        |
| Ángel Mullera              | 3000 metros obstáculos  | 4º en su eliminatoria (8:19.26) y 11º en la final (8:20.93)                     |
| Roberto Aláiz              | 3000 metros obstáculos  | 1.ª ronda: 8º en su eliminatoria (8:33.32)                                      |
| Sebastián Martos           | 3000 metros obstáculos  | 1.ª ronda: 10º en su eliminatoria (8:32.63)                                     |
| Igor Bychkov               | Salto con pértiga       | Calificación: Sin marca                                                         |
| Eusebio Cáceres            | Salto de longitud       | Finalista:: 1º en la calificación (8.25) y 4º en la final (8.26)                |
| Borja Vivas                | Lanzamiento de peso     | Calificación: 23º (18.97)                                                       |
| Mario Pestano              | Lanzamiento de disco    | Final: 10º en la calificación (62.80) y 12º en la final (62.80)                 |
| Frank Casañas              | Lanzamiento de disco    | Final: 8º en la calificación (63.13) y 9º en la final (62.89)                   |
| Javier Cienfuegos          | Lanzamiento de martillo | Calificación: 25º (70.79)                                                       |
| Miguel Ángel López         | 20 kilómetros marcha    | Medalla de bronce (1h21:21)                                                     |
| Álvaro Martín              | 20 kilómetros marcha    | 24º (1h25:12)                                                                   |
| Francisco Arcilla          | 20 kilómetros marcha    | 44.º (1h29:38)                                                                  |
| Jesús Ángel García Bragado | 50 kilómetros marcha    | 12º (3h46:44)                                                                   |
| Claudio Villanueva         | 50 kilómetros marcha    | 18º (3h50:29)                                                                   |
| José Ignacio Díaz          | 50 kilómetros marcha    | 34º (3h58:26)                                                                   |
| Eduard Viles               | 4 x 100 metros lisos    | 1.ª ronda: 4º en su eliminatoria con récord de España (38.45)                   |
| Roberto Briones            | 4 x 400 metros lisos    | 1.ª ronda: 6º en su eliminatoria (3:04.07)                                      |
| Samuel García Cabrera      | 4 x 400 metros lisos    | 1.ª ronda: 6º en su eliminatoria (3:04.07)                                      |
| Mark Ujakpor               | 4 x 400 metros lisos    | 1.ª ronda: 6º en su eliminatoria (3:04.07)                                      |
| Pau Fradera                | 4 x 400 metros lisos    | 1.ª ronda: 6º en su eliminatoria (3:04.07)                                      |
| Aauri Lorena Bokesa        | 400 metros lisos        | Semifinalista: 4.ª en su eliminatoria (52.44) y 6.ª en su semifinal (51.94)     |
| Natalia Rodríguez          | 1500 metros lisos       | Semifinalista: 5.ª en su eliminatoria (4:08.44) y 8.ª en su semifinal (4:09.18) |
| Dolores Checa              | 5000 metros lisos       | Final: 9.ª en su eliminatoria (15:43.73) y 10.ª en la final (15:30.42)          |
| Alessandra Aguilar         | Maratón                 | Finalista: 5.ª (2h32:38)                                                        |
| Diana Martín               | 3000 metros obstáculos  | Final: 8.ª en su eliminatoria (9:39.22) y 11.ª en la final (9:38.30)            |
| Ruth Beitia                | Salto de altura         | Medalla de bronce: 1.ª en la calificación (1.92) y 3.ª en la final (1.97)       |
| Úrsula Ruiz                | Lanzamiento de peso     | Calificación: 23º (17.14)                                                       |
| Beatriz Pascual            | 20 kilómetros marcha    | Finalista: 6.ª (1h29:00)                                                        |
| Julia Takacs               | 20 kilómetros marcha    | 9.ª (1h29:25)                                                                   |
| Lorena Luaces              | 20 kilómetros marcha    | 18.ª (1h31:43)                                                                  |